# Anaxilaosz (filozófus)
Anaxilaosz (i. e. 1. század) görög filozófus.
Egyetlen forrásunk róla Caesariai Euszebiosz egyháztörténete. Larisszai származású volt, a püthagoreus filozófiát követte. Állítólagos varázslatai miatt i. e. 28-ban Augustus római császár elűzte Itáliából.